# Arktický most

Arktické trasy. Modře je vyznačen tzv. Arktický most

Arktický most (rusky Арктический мост, anglicky Arctic Bridge) je sezónní námořní trasa o délce 6 700 km spojující Rusko s Kanadou. Trasa vede z ruského přístavu Murmansk do kanadského přístavu Churchill v Hudsonově zálivu.

## Popis
Churchill je jedním z hlavních námořních přístavů na severním pobřeží Kanady a nemá žádné silniční spojení se zbytkem Kanady. Město je severní konečnou stanicí na Hudson Bay Railway a důležitým překladištěm při vývozu obilí z kanadských prérií na evropské trhy. Murmansk je koncovou zastávkou Murmanské železniční magistrály, která spojuje nezamrzající přístav s Petrohradem, Evropou a dalšími částmi Ruska. Murmansk je také napojen na federální dálnici P-21 Kola.
Rusko projevilo velký zájem o rozvoj Arktického mostu, který by mohl být důležitou spojnicí mezi Evropou, Asií a Severní Amerikou. Rusko podporuje budování nových železnic a silnic, které by napojily Murmansk na spojnice směřující do měst jako Paříž, Berlín, Tokio a Peking. Trasa je bez doprovodu ledoborců průjezdná pouze čtyři měsíce v roce, globální oteplování ale zvyšuje šanci na delší průjezdnost.
Průměrná délka plavby z Murmansku do Churchillu je 8 dní.

## Historie trasy

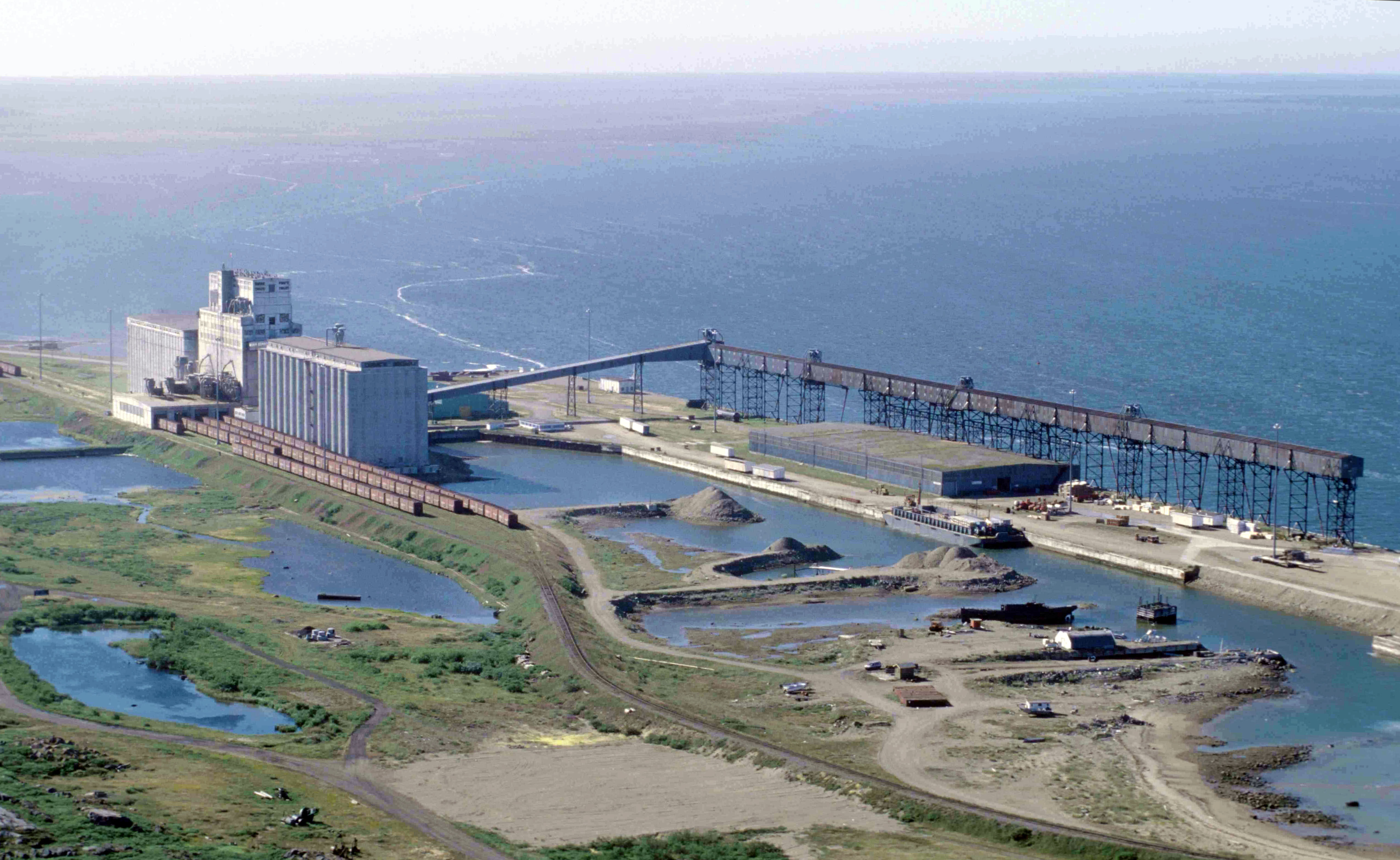
Námořní přístav v Churchillu (Kanada)

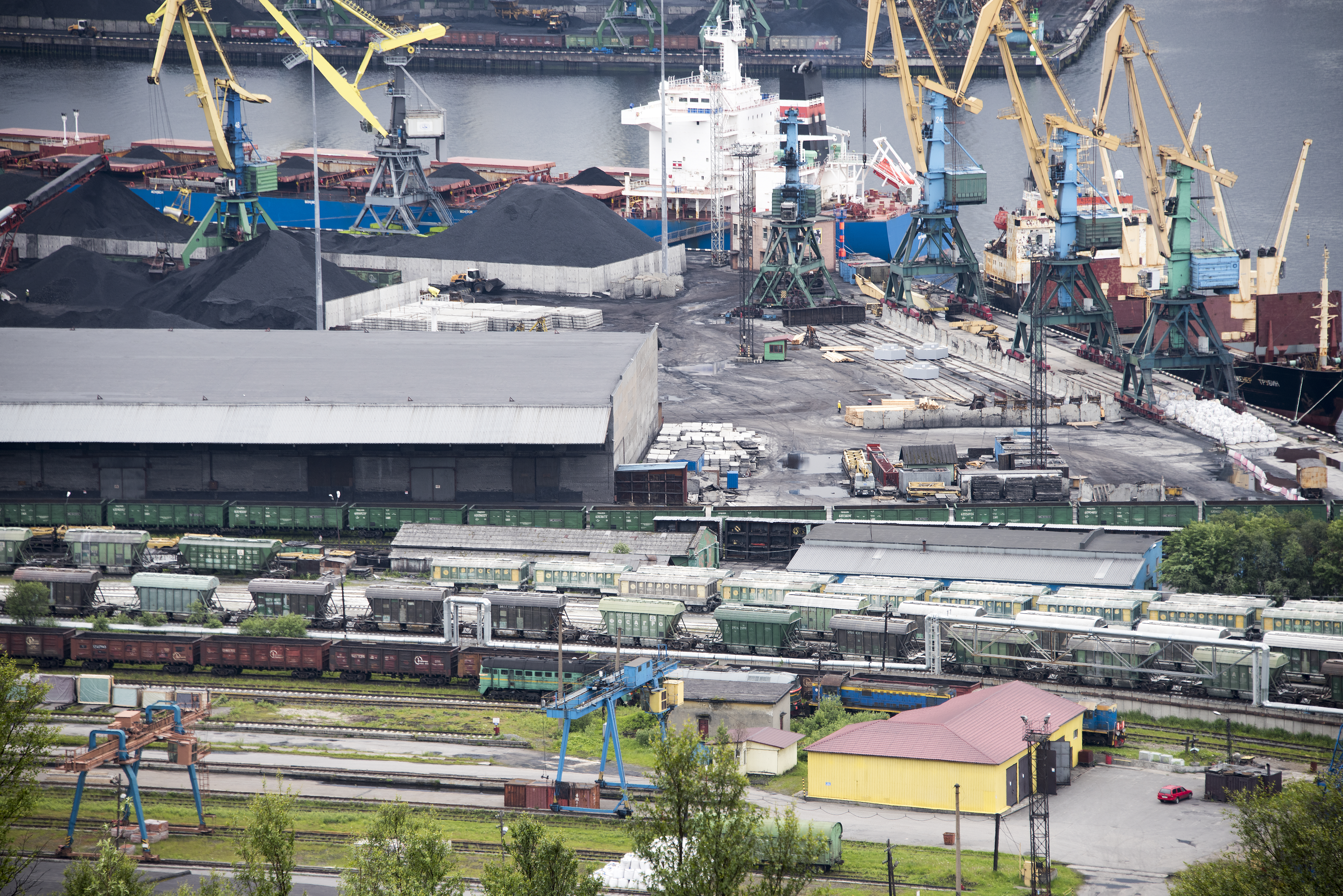
Námořní přístav v Murmansku (Rusko)

Koncept Arktického mostu s centrem v Churchillu byl navržen Kanaďany na počátku 90. let 20. století. V roce 1997 byl námořní přístav v Churchillu prodán společnosti OmniTRAX se sídlem v Denveru, významnému provozovateli železnic. V roce 2004 začal OmniTRAX vyjednávat s ruskou společností Murmansk Shipping Company, aby prosadil svou vizi Arktického mostu.
Dne 17. října 2007 dorazila do přístavu Churchill první zásilka hnojiva z Murmansku. V roce 2008 dorazily do Churchillu dvě oddělené zásilky celkem 9 000 tun hnojiva z Kaliningradu přes Murmansk.
Společnost OmniTRAX, ale nedovedla ziskově exportovat obilí z Churchillu a objem začal klesat. V roce 1977 z Churchillu bylo vyexportováno 710 000 tun obilí, v roce 2007 621 000 tun a v roce 2009 529 000 tun.
V roce 2016 OmniTRAX oznámil částečné uzavření přístavu pro vysoké náklady a začal jednat o odprodeji ztrátového podniku. V roce 2018 byly námořní přístav a Hudson Bay Railway odkoupeny společností Arctic Gateway Group, která koncem listopadu 2018 obnovila nákladní námořní dopravu z Churchillu.
Arktický most má velký potenciál rozvoje, který zatím zůstává nevyužit.